# Zbigniew Boniek
Zbigniew Kazimierz Boniek (Bydgoszcz, 3 de março de 1956) é um ex-futebolista polaco.
Foi o mais conhecido astro de sua geração no futebol da Polônia, sobressaindo-se internacionalmente entre seus também celebrados contemporêneos Grzegorz Lato, Kazimierz Deyna, Władysław Żmuda e Andrzej Szarmach, dentre outros. A badalação justificava-se: dono de grande visão de jogo, Boniek, uma das estrelas de uma das épocas mais brilhantes da Juventus, tinha um ritmo explosivo e realizava dribles cerebrais, além de marcar seus gols.
Continuou de certa forma no desporto após a reforma, tornando-se diretor de empresa especializada na negociação de direitos de transmissão de eventos esportivos.

## Carreira em clubes

### Widzew Łódź
Iniciou a carreira em 1975, no Widzew Łódź, fazendo sua estreia pela seleção nacional já no ano seguinte. Conseguiria seus melhores resultados no clube após uma boa participação na Copa do Mundo FIFA de 1978: o Widzew, um time médio do futebol polonês, emendou dois vice-campeonatos em 1979 e 1980 (fora vice também em 1977) e chegou aos títulos do Campeonato Polonês em 1981 e 1982.
Após um destaque ainda maior na Copa do Mundo FIFA de 1982, seu segundo mundial, foi vendido para a Juventus. A transferência em 1,8 milhões de dólares, permitida em razão da abertura política vivida pela Polônia no início da década de 1980, foi a mais cara negociação de um jogador polonês até então. A nova equipe já lhe conhecia bem antes do mundial: na Taça UEFA de 1980/81, Boniek e o Łódź haviam eliminado o clube italiano em Turim, nos dezesseis-avos-de-final, e os poloneses só foram eliminados pelo futuro campeão, o Ipswich Town. Dono de uma enorme explosão física dotado de força e muita velocidade, tornou-se versátil em posições no campo pelo talento de grande habilidade de dribles e finalizações perfeitas com ambas as pernas.

### Juventus

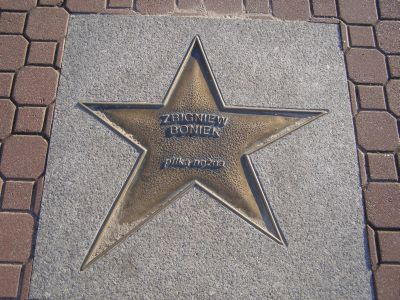
’’Boniek Star’’

Ainda em 1982, Boniek, que chegou ao novo clube juntamente com o francês Michel Platini, ficou em terceiro na Bola de Ouro da France Football, atrás apenas de Paolo Rossi (seu colega de clube) e do francês Alain Giresse. Na primeira temporada, conquistou uma Copa da Itália, mas a Juve perdeu os títulos mais importantes: o Campeonato Italiano para a Roma e a final da Liga dos Campeões da UEFA, no que seria o primeiro título da Juventus no mais importante torneio interclubes europeu, para o Hamburgo. Curiosamente, Boniek e os italianos chegaram à final após um reencontro com a ex-equipe do polonês, o Widzew Łódź, nas semifinais.
Boniek triunfaria na segunda temporada; jogando ao lado também de Dino Zoff, Antonio Cabrini, Massimo Bonini, Gaetano Scirea e Marco Tardelli, dentre outros, conseguiu o scudetto e a Recopa Europeia da UEFA - em que ele, após ter reencontrado outros poloneses (os do Lechia Gdańsk, nos dezesseis-avos-de-final), marcou o gol da vitória sobre o Porto na decisão, no que foi a maior conquista internacional dos juventinos até então. Ele também marcou os dois gols nos 2 x 0 sobre o Liverpool, campeão da Liga dos Campeões da UEFA, na Supercopa da UEFA.
A temporada que se seguiu viu a Vecchia Signora focar-se no inédito título da Liga dos Campeões da UEFA. E ele finalmente veio, com participação determinante de Boniek, que sofreu o pênalti que originaria o único gol na decisão, também contra o Liverpool. A conquista (que ficaria tristemente marcada pela tragédia de Heysel, em que a ação de hooligans da torcida adversária provocou a morte de 39 torcedores bianconeri) foi seu ápice no clube, mas também a sua despedida. Ao fim da temporada 1984/85, Boniek acertou sua transferência para a Roma.

### Roma
Foi por 2,5 milhões para o clube da capital, que acabava de despedir-se de Falcão. Em uma equipe tradicional mas não tão forte, teve o mérito de liderá-la na conquista da Copa da Itália de 1986, fazendo os romanistas esquecerem-se um pouco do antigo Rei de Roma até 1988, quando parou de jogar. Daí surgiu a homenagem que os giallorossi fizeram a Boniek; diziam que, em Roma, dois poloneses mandavam: ele e o Papa João Paulo II.

## Seleção Polonesa

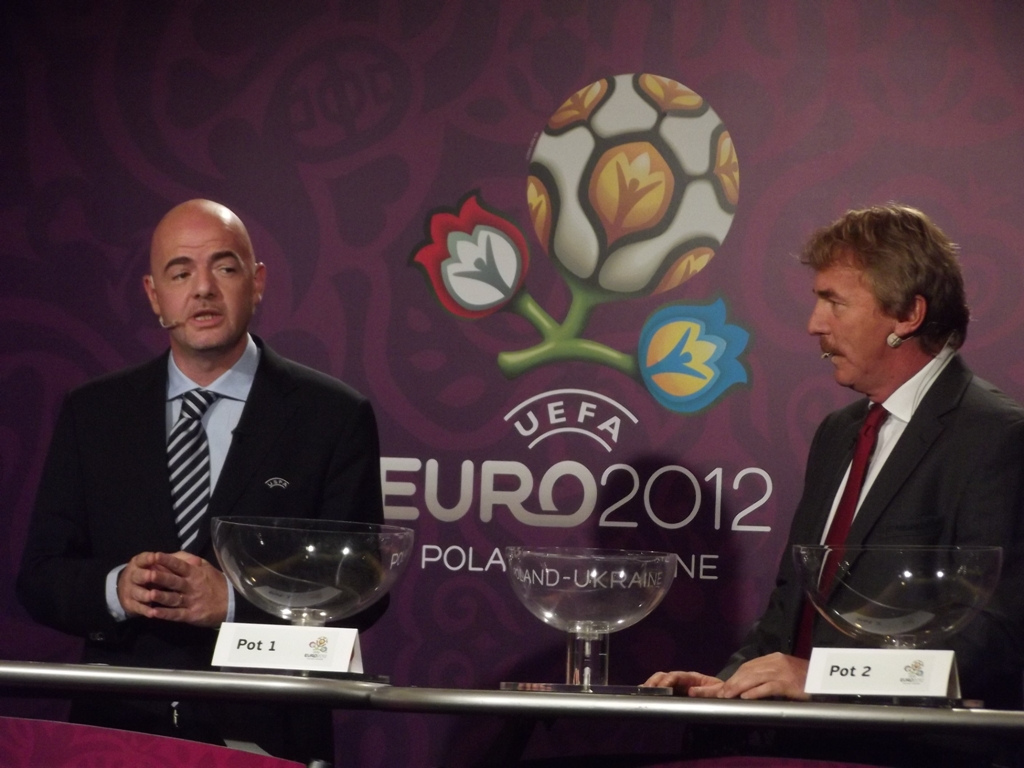
Boniek, (2011)

Debutou pela Polônia em 1976, já no ano seguinte à sua estreia pelo Widzew. Os poloneses haviam conseguido um desempenho histórico na Copa do Mundo FIFA de 1974, voltando a um mundial trinta e seis anos depois da primeira (e única) participação e obtido um terceiro lugar, em vitória contra o Brasil. O selecionado manteve tal base para a Copa do Mundo FIFA de 1978, para a qual Boniek foi como um garoto em meio a veteranos já consagrados nacionalmente.
O novato conseguiu alguma projeção, marcando duas vezes - ambos contra o México, na primeira fase. A Polônia cairia na segunda fase de grupos, tendo integrado a mesma chave de Brasil e Argentina, além do bom time do Peru. Posteriormente, a equipe quase classificou-se para sua primeira Eurocopa, perdendo lugar no Campeonato Europeu de Futebol de 1980 por um ponto a menos em relação aos então bi vice-campeões do mundo Países Baixos.
Sua explosão viria no mundial seguinte, o da Espanha, onde marcou quatro vezes, sendo três na segunda fase de grupos, contra a Bélgica, todos tidos como sublimes: o primeiro foi um chute de 20 metros de distância; o segundo, uma cabeçada inteligente; o terceiro, após aparecer subitamente para receber assistência de Grzegorz Lato, tirar o goleiro Jean-Marie Pfaff da jogada e enfim marcar.
Os três gols seriam fundamentais para a classificação polaca: eles foram à última rodada desta segunda fase precisando de apenas um empate contra a União Soviética, que venceram os belgas por apenas 1 x 0. O empate sem gols entre poloneses e soviéticos credenciou a Polônia para as semifinais, onde teriam pela frente a surpreendente Itália. Paolo Rossi, futuro colega de Boniek na Juventus, fez os dois gols da vitória adversária. Boniek fez falta: não pôde participar da partida, suspenso após ter sido expulso contra a URSS.
Os poloneses se satisfizeram com o bronze, novamente conquistado após oito anos, vencido contra a forte Seleção Francesa. Na Copa do Mundo de 1986, Boniek já não foi tão bem quanto no anterior, não marcando gols e tendo atuações discretas em função do mal estado de seus joelhos. A Polônia, ainda assim, avançou às oitavas, onde foi eliminada pelo Brasil. Ele fez seu último jogo por seu país em 1988 - a seleção, que também não havia conseguido vaga na Eurocopa 1984, também já estava de fora da Euro daquele ano.

## Como Técnico
Boniek começou na nova função em 1990, no Lecce, treinando outras equipes pequenas italianas até 1996. Voltou a comandar uma equipe em 2002, desta vez a Seleção Polonesa, onde assumiu em julho após o fiasco do selecionado na Copa do Mundo FIFA de 2002. Entretanto, decidiu sair ainda naquele ano, em dezembro.

## Títulos
Widzew Łódź
- Campeonato Polonês: 1980-81, 1981-82

Juventus
- Copa Intercontinental: 1985
- Liga dos Campeões da UEFA: 1984-85
- Recopa Europeia da UEFA: 1983-84
- Supercopa da UEFA: 1984
- Campeonato Italiano: 1983-84
- Copa da Itália: 1982-83

Roma
- Copa da Itália: 1985-86

Individuais
- Ballon d'Or: Terceiro lugar em 1982
- Seleção All-star da Copa do Mundo da FIFA: 1982
- FIFA 100: 2004
- Prêmio Golden Foot Legends: 2009
- FAI International Football Awards - International Personality: 2012
- Hall da Fama do Futebol Italiano: 2019